# 1951年全米選手権 (テニス)
1951年 全米選手権（1951ねんぜんべいせんしゅけん）に関する記事。

## 大会の流れ
- 1881年から1967年まで、全米選手権は各部門が個別の名称を持ち、大会会場も別々のテニスクラブで開かれた。これが他の3つのテニス4大大会と大きく異なる点である。
  - 男子シングルス 名称：全米シングルス選手権（U.S. National Singles Championship）/会場：ニューヨーク市クイーンズ区フォレストヒルズ、ウエストサイド・テニスクラブ （1924年-1977年）
  - 女子シングルス 名称：全米女子シングルス選手権（U.S. Women's National Singles Championship）/会場：フォレストヒルズ、ウエストサイド・テニスクラブ （1921年-1977年）
  - 男子ダブルス 名称：全米ダブルス選手権（U.S. National Doubles Championship）/会場：マサチューセッツ州ボストン市、ロングウッド・クリケット・クラブ （1946年-1967年まで）
  - 女子ダブルス 名称：全米女子ダブルス選手権（U.S. Women's National Doubles Championship）/会場：ボストン、ロングウッド・クリケット・クラブ （1946年-1967年まで）
  - 混合ダブルス 名称：全米混合ダブルス選手権（U.S. Mixed Doubles Championship）/会場：フォレストヒルズ、ウエストサイド・テニスクラブ （1942年-1977年）
- 1967年までは、男子ダブルス・女子ダブルスの2部門がボストンの「ロングウッド・クリケット・クラブ」で開かれ、他の3部門（男女シングルス・混合ダブルス）はフォレストヒルズで行われた。

## 他の特記事項
- この大会で、フランク・セッジマン&ケン・マグレガー組（ともにオーストラリア）が史上初の男子ダブルス「年間グランドスラム」を達成した。1951年度のセッジマン&マグレガー組の4大大会ダブルス成績は以下の通りである。
  - 全豪選手権決勝  エイドリアン・クイスト& ジョン・ブロムウィッチ組 11-9, 2-6, 6-3, 4-6, 6-3
  - 全仏選手権決勝  ガードナー・ムロイ& ディック・サビット組 6-2, 2-6, 9-7, 7-5
  - ウィンブルドン選手権決勝  ヤロスラフ・ドロブニー& エリック・スタージェス組 3-6, 6-2, 6-3, 3-6, 6-3
  - 全米選手権決勝  メルビン・ローズ& ドン・キャンディ組 10-8, 6-4, 4-6, 7-5
- 男子シングルス4回戦で、アール・コチェル（アメリカ）がガードナー・ムロイと対戦中に審判への暴言を繰り返し、その果てに審判台のはしごを登る珍事があった。コチェルはこの事件により、大会主催者の全米テニス協会（USTA）から前例のない「永久追放処分」を受けた。
- 本年度の全米選手権から、日本人男子選手が遠征を再開する。隈丸次郎、藤倉五郎、中野文照の3人がエントリーし、隈丸が外国人第7シードに選ばれた。隈丸と藤倉は1回戦で敗退し、36歳の中野が3回戦に進んだ。

## シード選手

### 男子シングルス
（アメリカ人シード選手：8名）
1. ディック・サビット （ベスト4）
2. アーサー・ラーセン （ベスト4）
3. トニー・トラバート （ベスト8）
4. ハーバート・フラム （ベスト8）
5. ビル・タルバート （4回戦）
6. ガードナー・ムロイ （ベスト8）
7. ビック・セイシャス （準優勝）
8. バッジ・パティー （ベスト8）

（外国人シード選手：8名）
1. フランク・セッジマン （初優勝）
2. ケン・マグレガー （4回戦）
3. メルビン・ローズ （4回戦）
4. トニー・モットラム （3回戦）
5. ポール・レミー （2回戦）
6. ドン・キャンディ （3回戦）
7. 隈丸次郎 （1回戦）
8. シドニー・レビ （3回戦）

### 女子シングルス
（アメリカ人シード選手：7名）
1. ドリス・ハート （ベスト4）
2. シャーリー・フライ （準優勝）
3. パトリシア・カニング・トッド （3回戦）
4. モーリーン・コノリー （初優勝）
5. ナンシー・チャフィー （ベスト8）
6. ベバリー・ベーカー （3回戦）
7. ベティ・ローゼンクエスト （2回戦）

（外国人シード選手：2名）
1. ジーン・ウォーカー・スミス （ベスト4）
2. ジーン・クォーティアー （ベスト8）

本年度の外国人シード選手（イギリス人2名）は、不詳。

## 大会経過

### 男子シングルス
準々決勝
- ディック・サビット vs.  バッジ・パティー 6-3, 1-6, 4-6, 6-1, 6-4
- ビック・セイシャス vs.  ハーバート・フラム 1-6, 9-7, 2-6, 6-2, 6-3
- アーサー・ラーセン vs.  ガードナー・ムロイ 6-8, 6-1, 6-2, 6-4
- フランク・セッジマン vs.  トニー・トラバート 3-6, 6-2, 7-5, 3-6, 6-3

準決勝
- ビック・セイシャス vs.  ディック・サビット 6-0, 3-6, 6-3, 6-2
- フランク・セッジマン vs.  アーサー・ラーセン 6-1, 6-2, 6-0

### 女子シングルス
準々決勝
- シャーリー・フライ vs.  ケイ・タッキー 9-7, 3-6, 6-2
- ジーン・ウォーカー・スミス vs.  マグダ・ルラック 6-2, 6-3
- ドリス・ハート vs.  ナンシー・チャフィー 6-2, 6-4
- モーリーン・コノリー vs.  ジーン・クォーティアー 6-3, 6-3

準決勝
- シャーリー・フライ vs.  ジーン・ウォーカー・スミス 2-6, 6-2, 6-1
- モーリーン・コノリー vs.  ドリス・ハート 6-4, 6-4

## 決勝戦の結果
- 男子シングルス： フランク・セッジマン vs.  ビック・セイシャス 6-4, 6-1, 6-1
- 女子シングルス： モーリーン・コノリー vs.  シャーリー・フライ 6-3, 1-6, 6-4
- 男子ダブルス： フランク・セッジマン& ケン・マグレガー vs.  メルビン・ローズ& ドン・キャンディ 10-8, 6-4, 4-6, 7-5
- 女子ダブルス： ドリス・ハート& シャーリー・フライ vs.  パトリシア・カニング・トッド& ナンシー・チャフィー 6-4, 6-2
- 混合ダブルス： フランク・セッジマン& ドリス・ハート vs.  メルビン・ローズ& シャーリー・フライ 6-3, 6-2